# 文劲宇
文劲宇，中华人民共和国教育部长江学者特聘教授，华中科技大学教授、博士生导师、电气与电子工程学院院长，主要从事电力系统及其自动化研究。

## 生平
1992年本科毕业于华中理工大学。2003年起任教于华中科技大学。

## 荣誉
- 中国国家科技进步一等奖
- 中国国家科技进步二等奖